# Copa de Nigeria
La Copa de Nigeria también llamada Nigeria Federation Cup es el segundo torneo de fútbol a nivel de clubes más importante de Nigeria, el cual es organizado por la Federación Nigeriana de Fútbol.
Fue creada en 1945 con el nombre Copa del Gobernador como sucesor de la desaparecida War Memorial Challenge Cup, que incluía una cantidad limitada de equipos de la entonces capital Lagos.
El equipo campeón obtiene la clasificación a la Copa Confederación de la CAF.

## Campeones

### War Memorial Challenge Cup
| Temporada | Campeón        | Resultado        | Finalista    |
| --------- | -------------- | ---------------- | ------------ |
| 1942      | ZAC Bombers    | 1 - 0            | Services     |
| 1943      | Lagos Marine   | 3 - 2            | RAF          |
| 1944      | Lagos Railways | 2 - 0            | Marine       |
| 1945      | Lagos Railways | 1 - 1 (4-1 pen.) | Lagos United |

### Copa del Gobernador
| Temporada | Campeón        | Resultado | Finalista         |
| --------- | -------------- | --------- | ----------------- |
| 1945      | Marine         | 1 - 0     | Corinthians       |
| 1946      | Lagos Railways | 3 - 1     | Port Harcourt FC  |
| 1947      | Marine         | 3 - 1     | Lagos Railways    |
| 1948      | Lagos Railways | 1 - 0     | Warri             |
| 1949      | Lagos Railways | 3 - 0     | Port Harcourt FC  |
| 1950      | Lagos UAC      | 3 - 2     | Port Harcourt FC  |
| 1951      | Lagos Railways | 3 - 2     | Mighty Jets (Jos) |
| 1952      | Lagos PAN Bank | 6 - 0     | Warri (Mid-West)  |
| 1953      | Kano Pillars   | 2 - 1     | Lagos Dynamos     |

### Copa de la Federación de Nigeria
| Temporada | Campeón          | Resultado | Finalista            |
| --------- | ---------------- | --------- | -------------------- |
| 1954      | Calabar          | 3 - 0     | Kano Pillars         |
| 1955      | Port Harcourt FC | 4 - 1     | Warri                |
| 1956      | Lagos Railways   | 3 - 1     | Warri                |
| 1957      | Lagos Railways   | 5 - 1     | Zaria                |
| 1958      | Port Harcourt FC | 6 - 0     | Federal United       |
| 1959      | Ibadan Lions     | 1 - 0     | Lagos Police Machine |

### Nigeria Challenge Cup
| Temporada | Campeón                               | Resultado                             | Finalista                             |
| --------- | ------------------------------------- | ------------------------------------- | ------------------------------------- |
| 1960      | Lagos ECN                             | 5 - 2                                 | Ibadan Lions                          |
| 1961      | Ibadan Lions                          | 1 - 0                                 | Lagos UAC                             |
| 1962      | Lagos Police Machine                  | 1 - 0                                 | Mighty Jets (Jos)                     |
| 1963      | Port Harcourt FC                      | 1 - 0                                 | Mighty Jets (Jos)                     |
| 1964      | Lagos Railways                        | 3 - 1                                 | Mighty Jets (Jos)                     |
| 1965      | Lagos ECN                             | 3 - 1                                 | Mighty Jets (Jos)                     |
| 1966      | Ibadan Lions                          | venció a                              | Mighty Jets (Jos)                     |
| 1967      | Stationery Stores                     | 3 - 1                                 | Mighty Jets (Jos)                     |
| 1968      | Stationery Stores                     | 3 - 1                                 | Warri                                 |
| 1969      | Ibadan Lions                          | 5 - 1                                 | Warri                                 |
| 1970      | Lagos ECN                             | 3 - 1                                 | Mighty Jets (Jos)                     |
| 1971      | WNDC Ibadan                           | 2 - 1                                 | Enugu Rangers                         |
| 1972      | Bendel Insurance                      | 2 - 2 (3-2 pen.)                      | Mighty Jets (Jos)                     |
| 1973      | Copa no disputada                     | Copa no disputada                     | Copa no disputada                     |
| 1974      | Enugu Rangers                         | 2 - 0                                 | Mighty Jets (Jos)                     |
| 1975      | Enugu Rangers                         | 1 - 0                                 | Shooting Stars FC                     |
| 1976      | Enugu Rangers                         | 2 - 0                                 | Alyufsalam Rocks                      |
| 1977      | Shooting Stars FC                     | 2 - 0                                 | Racca Rovers                          |
| 1978      | Bendel Insurance                      | 3 - 0                                 | Enugu Rangers                         |
| 1979      | Shooting Stars FC                     | 2 - 0                                 | Sharks FC                             |
| 1980      | Bendel Insurance                      | 1 - 0                                 | Stationery Stores                     |
| 1981      | Enugu Rangers                         | 2 - 0                                 | Bendel Insurance                      |
| 1982      | Stationery Stores                     | 4 - 1                                 | Niger Tornadoes                       |
| 1983      | Enugu Rangers                         | 0 - 0 (5-4 pen.)                      | DIC Bees                              |
| 1984      | Leventis United                       | 1 - 0                                 | Abiola Babes                          |
| 1985      | Abiola Babes                          | 0 - 0 (6-5 pen.)                      | BCC Lions                             |
| 1986      | Leventis United                       | 1 - 0                                 | Abiola Babes                          |
| 1987      | Abiola Babes                          | 1 - 1 (7-6 pen.)                      | Enugu Rangers                         |
| 1988      | Iwuanyanwu Nationale                  | 3 - 0                                 | Flash Flamingoes                      |
| 1989      | BCC Lions                             | 1 - 0                                 | Iwuanyanwu Nationale                  |
| 1990      | Stationery Stores                     | 0 - 0 (5-4 pen.)                      | Enugu Rangers                         |
| 1991      | El-Kanemi Warriors                    | 3 - 2                                 | Kano Pillars                          |
| 1992      | El-Kanemi Warriors                    | 1 - 0                                 | Stationery Stores                     |
| 1993      | BCC Lions                             | 1 - 0                                 | Plateau United                        |
| 1994      | BCC Lions                             | 1 - 0                                 | Julius Berger                         |
| 1995      | Shooting Stars FC                     | 2 - 0                                 | Katsina United                        |
| 1996      | Julius Berger                         | 1 - 0                                 | Katsina United                        |
| 1997      | BCC Lions                             | 1 - 0                                 | Katsina United                        |
| 1998      | Wikki Tourists FC                     | 0 - 0 (3-2 pen.)                      | Plateau United                        |
| 1999      | Plateau United                        | 1 - 0                                 | Iwuanyanwu Nationale                  |
| 2000      | Niger Tornadoes                       | 1 - 0                                 | Enugu Rangers                         |
| 2001      | Dolphin FC                            | 2 - 0                                 | El-Kanemi Warriors                    |
| 2002      | Julius Berger                         | 3 - 0                                 | Lobi Stars                            |
| 2003      | Lobi Stars                            | 2 - 0                                 | Sharks FC                             |
| 2004      | Dolphin FC                            | 1 - 0                                 | Enugu Rangers                         |
| 2005      | Enyimba FC                            | 1 - 1 (6-5 pen.)                      | Lobi Stars                            |
| 2006      | Dolphin FC                            | 2 - 2 (5-3 pen.)                      | Bendel Insurance                      |
| 2007      | Dolphin FC                            | 1 - 1 (3-2 pen.)                      | Enugu Rangers                         |
| 2008      | Ocean Boys FC                         | 2 - 2 (7-6 pen.)                      | Gombe United FC                       |
| 2009      | Enyimba FC                            | 1 - 0                                 | Sharks FC                             |
| 2010      | Kaduna United                         | 3 - 3 (3-2 pen.)                      | Enyimba FC                            |
| 2011      | Heartland FC                          | 1 - 0                                 | Enyimba FC                            |
| 2012      | Heartland FC                          | 2 - 1                                 | Lobi Stars                            |
| 2013      | Enyimba FC                            | 2 - 2 (5-4 pen.)                      | Warri Wolves FC                       |
| 2014      | Enyimba FC                            | 2 - 1                                 | Dolphin FC                            |
| 2015      | Akwa United                           | 2 - 1                                 | Lobi Stars                            |
| 2016      | Ifeanyi Ubah FC                       | 0–0 (5-4 pen.)                        | Nasarawa United                       |
| 2017      | Akwa United                           | 0–0 (3-2 pen.)                        | Niger Tornadoes                       |
| 2018      | Enugu Rangers                         | 3–3 (4-2 pen.)                        | Kano Pillars                          |
| 2019      | Kano Pillars                          | 0–0 (4-3 pen.)                        | Niger Tornadoes                       |
| 2020      | Cancelada por la pandemia de COVID-19 | Cancelada por la pandemia de COVID-19 | Cancelada por la pandemia de COVID-19 |
| 2021      | Bayelsa United                        | 2–2 (4–3 pen.)                        | Nasarawa United                       |
| 2022      | Abandonada en cuartos de final        | Abandonada en cuartos de final        | Abandonada en cuartos de final        |
| 2023      | Bendel Insurance                      | 1–0                                   | Enugu Rangers                         |
| 2024      | El-Kanemi Warriors                    | 2–0                                   | Abia Warriors FC                      |
| 2025      | Kwara United                          | 0–0 (4–3 pen.)                        | Abakaliki FC                          |

## Títulos por club
- Se considera desde 1945, Se excluye la War Memorial Cup.

| Club                           | Campeón | Años campeón                                   |
| ------------------------------ | ------- | ---------------------------------------------- |
| Shooting Stars FC 1 (Ibadan)   | 8       | 1959, 1961, 1966, 1969, 1971, 1977, 1979, 1995 |
| Lagos Railways (Lagos)         | 7       | 1946, 1948, 1949, 1951, 1956, 1957, 1964       |
| Enugu Rangers                  | 6       | 1974, 1975, 1976, 1981, 1983, 2018             |
| BCC Lions (Gboko)              | 4       | 1989, 1993, 1994, 1997                         |
| Dolphins FC (Port Harcourt) 2  | 4       | 2001, 2004, 2006, 2007                         |
| Stationery Stores (Lagos)      | 4       | 1967, 1968, 1982, 1990                         |
| Enyimba FC (Aba)               | 4       | 2005, 2009, 2013, 2014                         |
| Bendel Insurance (Benin City)  | 4       | 1972, 1978, 1980, 2023                         |
| Iwuanyanwu/Heartland (Owerri)  | 3       | 1988, 2011, 2012                               |
| Lagos ECN (Lagos) 3            | 3       | 1960, 1965, 1970                               |
| Port Harcourt FC               | 3       | 1955, 1958, 1963                               |
| El-Kanemi Warriors (Maiduguri) | 3       | 1991, 1992, 2024                               |
| Marine                         | 2       | 1945, 1947                                     |
| Leventis United (Ibadan)       | 2       | 1984, 1986                                     |
| Abiola Babes (Abeokuta)        | 2       | 1985, 1987                                     |
| Julius Berger (Lagos)          | 2       | 1996, 2002                                     |
| Akwa United (Uyo)              | 2       | 2015, 2017                                     |
| Kano Pillars (Kano)            | 2       | 1953, 2019                                     |
| Lagos UAC (Lagos)              | 1       | 1950                                           |
| Lagos PAN Bank (Lagos)         | 1       | 1952                                           |
| Calabar                        | 1       | 1954                                           |
| Lagos Police Machine (Lagos)   | 1       | 1962                                           |
| Wikki Tourists FC (Bauchi)     | 1       | 1998                                           |
| Plateau United (Jos)           | 1       | 1999                                           |
| Niger Tornadoes (Minna)        | 1       | 2000                                           |
| Lobi Stars (Makurdi)           | 1       | 2003                                           |
| Ocean Boys FC (Brass)          | 1       | 2008                                           |
| Kaduna United (Kaduna)         | 1       | 2010                                           |
| Ifeanyi Ubah FC (Nnewi)        | 1       | 2016                                           |
| Bayelsa United (Yenagoa)       | 1       | 2021                                           |
| Kwara United (Ilorin)          | 1       | 2025                                           |

- 1- Incluye a Ibadan Lions y WNDC.
- 2- Conocido antes como Eagle Cement.
- 3- Más tarde llamado NEPA